# آزمون پذیرش دانشکده پزشکی
آزمون پذیرش دانشکده پزشکی (انگلیسی: Medical College Admission Test؛ با سرواژه: MCAT) آزمون استاندارد مبتنی بر رایانه برای دانشجویان پزشکی آینده در ایالات متحده، استرالیا، کانادا و جزایر کارائیب است. این آزمون برای ارزیابی حل مسئله، تفکر انتقادی، تحلیل نوشتاری، دانش مفاهیم، و اصول علمی طراحی شده است. تا پیش از سال ۲۰۰۷ امتحان به صورت کاغذی بود و از آن سال همه جنبه‌های آزمون مبتنی بر کامپیوتر بوده است.
آخرین نسخه این آزمون در آوریل ۲۰۱۵ معرفی شد و تکمیل آن ۷٫۵ ساعت طول می‌کشد. این آزمون در محدوده ۴۷۲ تا ۵۲۸ نمره‌گذاری شده است. MCAT توسط انجمن دانشکده‌های پزشکی آمریکا (AAMC) اداره می‌شود.

## مدیریت
این آزمون ۲۵ بار یا بیشتر در سال در مراکز پیرسون ارائه می‌شود. تعداد ادارات ممکن است هر سال متفاوت باشد. ۴۳٪ از دانشجویان در MCAT یک سال پس از فارغ‌التحصیلی، ۴۴٪ در بین یک تا چهار سال پس از فارغ‌التحصیلی و ۱۳٪ در امتحان پنج سال یا بیشتر پس از فارغ‌التحصیلی شرکت می‌کنند.
این آزمون که در سال ۲۰۱۵ به روز شد، از چهار بخش تشکیل شده است که به ترتیب اجرا فهرست شده است.
- مبانی شیمیایی و فیزیکی سیستم‌های بیولوژیکی
- تجزیه و تحلیل انتقادی و مهارت‌های استدلال (CARS)
- مبانی بیولوژیکی و بیوشیمیایی سیستم‌های زنده
- مبانی روانی، اجتماعی و زیستی رفتار

این چهار بخش در قالب چند گزینه‌ای هستند. متن‌ها و سوالات از پیش تعیین شده‌اند و بنابراین بسته به عملکرد آزمون‌شونده در میزان سختی تغییر نمی‌کنند (برخلاف آزمون‌هایی همانند آزمون‌های عمومی سوابق فارغ‌التحصیلی).

## ساختار آزمون
MCAT فعلی شامل چهار بخش مجزا است که به صورت جداگانه امتیازدهی می‌شوند. هر بخش ۹۰ یا ۹۵ دقیقه و بین ۵۰ تا ۶۰ سؤال تست دارد. با احتساب استراحت، آزمون تقریباً ۷٫۵ ساعت طول می‌کشد. اطلاعات مربوط به هر یک از بخش‌های علوم در ۱۰ مفهوم اساسی و چهار مهارت تحقیق و استدلال علمی سازمان‌دهی شده است. بخش‌های علمی توسط استدلال علمی و مهارت‌های پژوهشی که توسط MR5 برای موفقیت در دانشکده پزشکی شناسایی شده است، هدایت می‌شوند. بخش تحلیل انتقادی و مهارت‌های استدلال بر سه مهارت متمرکز است، زیرا این بخش برای پاسخ به سؤالات به دانش خارجی نیاز ندارد.
| بخش                                        | سؤال | زمان |
| ------------------------------------------ | ---- | ---- |
| مبانی شیمیایی و فیزیکی سیستم‌های بیولوژیکی  | ۵۹   | ۹۵   |
| تحلیل انتقادی و مهارت‌های استدلال           | ۵۳   | ۹۰   |
| مبانی بیولوژیکی و بیوشیمیایی سیستم‌های زنده | ۵۹   | ۹۵   |
| مبانی روانی، اجتماعی و زیستی رفتار         | ۵۹   | ۹۵   |

## نمرات
نمرهٔ قسمت چندگزینه‌ای امتحان بین ۱ تا ۱۵ است. نمرهٔ قسمت نوشتاری بین حروف J (کمترین) تا T (بیشترین) است. قسمت نوشتاری توسط دو نفر متفاوت تصحیح می‌شود. هر انشا دو بار تصحیح می‌شود – یک دفعه توسط هر خواننده- و حاصل نمره قسمت نوشتاری مجموع چهار نمره اختصاصی است. بعد نمرهٔ خام به صورت حرف الفبا تبدیل می‌شود.
نمرهٔ عددی هر قسمت چندگزینه‌ای امتحان با هم جمع شده تا نمره مرکب حاصل شود. بعد نمره قسمت نوشتاری امتحان به آن اضافه می‌شود (مانند ۳۵S). حداکثز نمره موجود ۴۵T است. ولی هر نمره بیشتر از ۳۰P به صورت منصفانه مورد رقابت قرار می‌گیرد. قسمت چندگزینه‌ای آزمون نمره منفی ندارد، به این معنی که حدس زدن در امتحان بهتر از خالی گذاشتن است (بر عکس آزمون‌های استاندارد دیگر).
بیشترین نمره MCAT که مجموع ۴ مبحث است ۵۲۸ می‌باشد. معمولاً از نمرهٔ بالاتر از ۵۰۰ شانس خیلی بالای برای پذیرش در دانشگاهاش پزشکی وجود دارد. دانشگاهای رده بالا مانند هاروارد با نمره ۵۲۰ به بالا شانس قبلی بسیار خوبی وجود دارد. بعضی دانشگاها به دلیل حجم رقابت بالا حداقل نمره MCAT شرط اولیه پذیرش است. در غیر اینصورت نمره ۴۸۴ حداقل نمره قبولی برای رشتهٔ پزشکی است.